# Malaysian National Tsunami Early Warning System

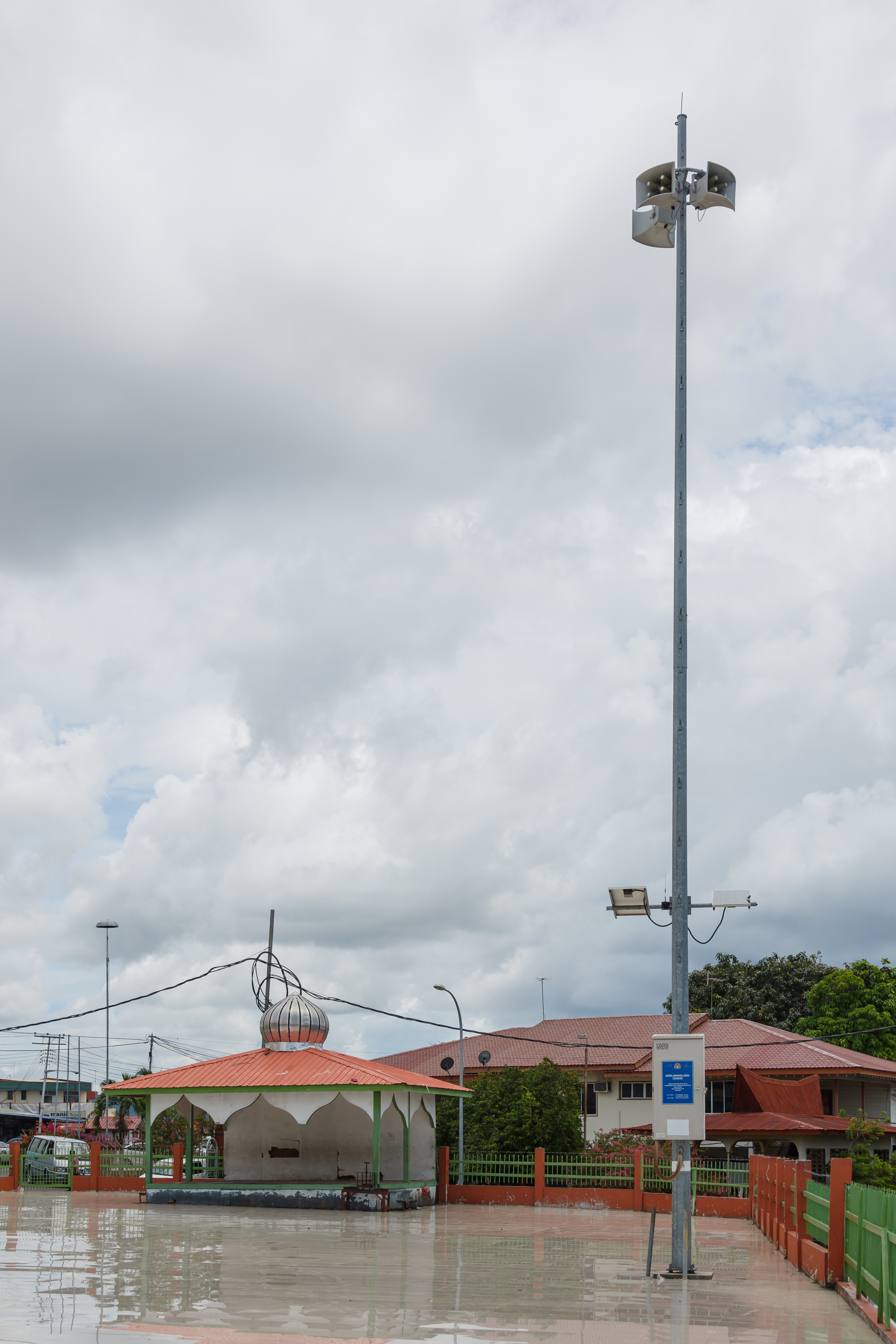
MNTEWS-Sirenenanlage in Semporna

Das Malaysian National Tsunami Early Warning System (MNTEWS) ist ein Tsunami-Frühwarnsystem, das die Tsunami-Vorhersage und -Warnung in den gefährdeten Regionen von Malaysia übernimmt.

## Geschichte
Das MNTEWS entstand als Folge des Erdbebens im Indischen Ozean im Jahr 2004, das einen schweren Tsunami auslöste. Dieser forderte mindestens 231.000 Menschenleben in den betroffenen Küstenregionen, davon 70 auf dem Staatsgebiet von Malaysia. Daraufhin wurde im Jahr 2005 der Beschluss gefasst, das MNTEWS als Warnsystem einzurichten.
Betreiber ist das Malaysian Meteorological Department (MMD). Diese Abteilung gehört zum Ministerium für Wissenschaft, Technologie und Innovation (Ministry of Science, Technology and Innovation - MOSTI).

## Arbeitsweise
Vom Grundsatz her ist das MNTEWS ein ähnliches Frühwarnsystem, wie das PTWC. Dabei wird über ein verteiltes Netz von Seismometern ein auftretendes Beben registriert und die Stärke (siehe Richterskala) sowie die Position des Bebens ermittelt. Wenn sich das Beben nach der Auswertung als Seebeben herausstellt, wird über Messungen der Wellenbewegungen, Änderungen des Meeresspiegels sowie über Druckänderungen ermittelt, ob das Beben einen Tsunami ausgelöst hat. Sollte sich nach der Auswertung der Messdaten die Möglichkeit eines entstandenen Tsunamis ergeben, wird für die gefährdeten Gebiete eine Warnung herausgegeben.
Das MNTEWS besteht aus den drei Hauptkomponenten
- Überwachung und Erkennung (Monitoring and Detection)
- Datenverarbeitung (Data Processing)
- Datenweitergabe (Data Dissemination)

Die Herausgabe einer Warnmeldung erfolgt innerhalb von 12 Minuten nach dem Auftreten eines Erdbebens. Für 2012 wurde die Verkürzung der Alarmzeit auf 10 Minuten angekündigt.

### Überwachung und Erkennung (Monitoring and Detection)

#### Seismologisches Netzwerk in Malaysia
Die Aufzeichnung seismologischer Daten in Malaysia reicht zurück bis ins Jahr 1976. Derzeit betreibt das Malaysian Meteorological Department (MMD) 17 seismologische Stationen, davon 10 Starkbewegungs-Seismometer (Accelerograph) im Klang Valley. Sieben seismologische Stationen nutzen short period Sensoren, während die anderen zehn Stationen Breitbandseismometer benutzen. Die seismologischen Daten werden in Echtzeit über einen VSAT Satelliten erfasst und ins MMD-Hauptquartier in Petaling Jaya übertragen.

#### Tiefseebojen-Netzwerk
Die erste Tiefseeboje wurde am 30. Dezember 2005 in der Andaman-See, in der Nähe von Pulau Rondo ausgesetzt. Am 7. März 2006 wurde die zweite Boje nahe Terumbu Layang-Layang im Südchinesischen Meer installiert. Die Bojen sind mit Messinstrumenten zur Erfassung des Oberflächendrucks und der Höhe von Tsunami-Wellen ausgerüstet. Eine dritte Boje ist für das Gebiet der Sulusee nordöstlich von Borneo geplant.

#### Tidenmessungs-Netzwerk
Die Messung der Tidenhöhe als weitere Komponente der Überwachung erfolgt derzeit an verschiedenen Orten wie Porto Malai (Langkawi), Pulau Perak und Teluk Bahang in der nördlichen Region der malaiischen Halbinsel, Pulau Perhentian in der nordwestlichen malaiischen Halbinsel, und in Kudat und Lahad Datu in Sabah auf der Insel Borneo. Die Tidenmessung kann die Höhe der Tsunamiwelle im Küstenbereich messen. Die Daten werden laufend erfasst und dienen als Leitwert für den Level der Tsunamiwarnung.
Alle Messdaten werden außerdem in regionale und internationale Tidenmessungs-Netzwerke wie GLOSS (Global Sea Level Observation System) oder das Netzwerk im Indischen Ozean eingespeist.

#### Küstenkamera-Netzwerk
Zurzeit sind vier Videoüberwachungssysteme (CCTV) mit insgesamt 18 Kameras an strategischen Positionen an den Küsten Malaysias installiert. In Echtzeit werden dabei hohe Wellen oder ungewöhnliche Meeresbedingungen überwacht.

### Datenverarbeitung (Data Processing)

#### Seismologisches Prozess System ANTELOPE
Das von den Vereinigten Staaten gelieferte System wird dazu benutzt, um den Ort, die Stärke und die Tiefenlage eines Erdbebens automatisch zu bestimmen. Die Ergebnisse werden durch manuelle Nachrechnung überprüft.

#### Seismologisches Prozess System SEISCOMP 3.0 und EARLY BIRD
Die Software Seiscomp 3.0 wird benutzt, um die seismologischen Aktivitäten in der Region zu überwachen. Wie andere internationale Systeme werden die Informationen automatisch generiert. Seiscomp ist eine Abkürzung für Seismological Communication Processor, ein Konzept, das vom GEOFON/GFZ Potsdam und ORFEUS (Observatories and Research Facilities for European Seismology) entwickelt wurde.
Das System beruht auf folgenden Funktionen:
1. Echtzeit-Erfassung seismischer Daten
2. Aufzeichnung seismischer Daten
3. Echtzeit-Kommunikation
4. Echtzeit Datenverarbeitung

Early Bird Version 1.0 ist ein vom West Coast Alaska Tsunami Warning Center (WCATWC) entwickeltes System, das sowohl Echtzeitdaten als auch nachbereitete seismologische Daten nutzt.

#### NAMIDANCE Application Software zur Tsunami Modellierung
Die von der Türkei gelieferte Tsunami-Modellierungssoftware ist eine Entwicklung die auf dem TUNAMI-N2 und TUNAMI-F1 code der Tohuku Universität, Japan, basiert. MMD nutzt diese Software, um die Ankunftszeit und die Wellenhöhe für die Küstenregionen Malaysias und angrenzender Regionen zu berechnen.

### Datenweitergabe (Data Dissemination)

#### SMS-Service, Hotline, Telefax und Internetstream

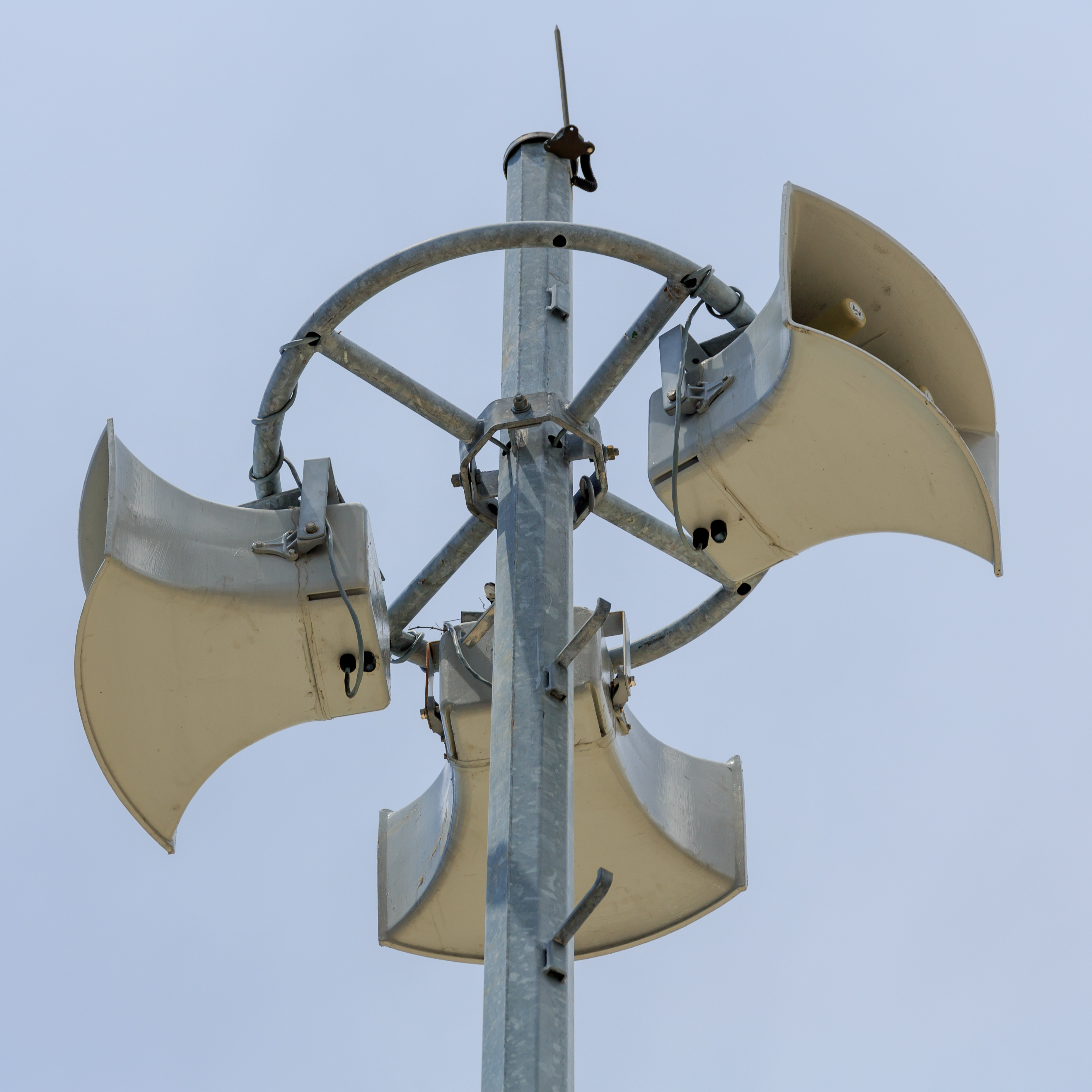
MNTEWS-Sirenenanlage in Semporna

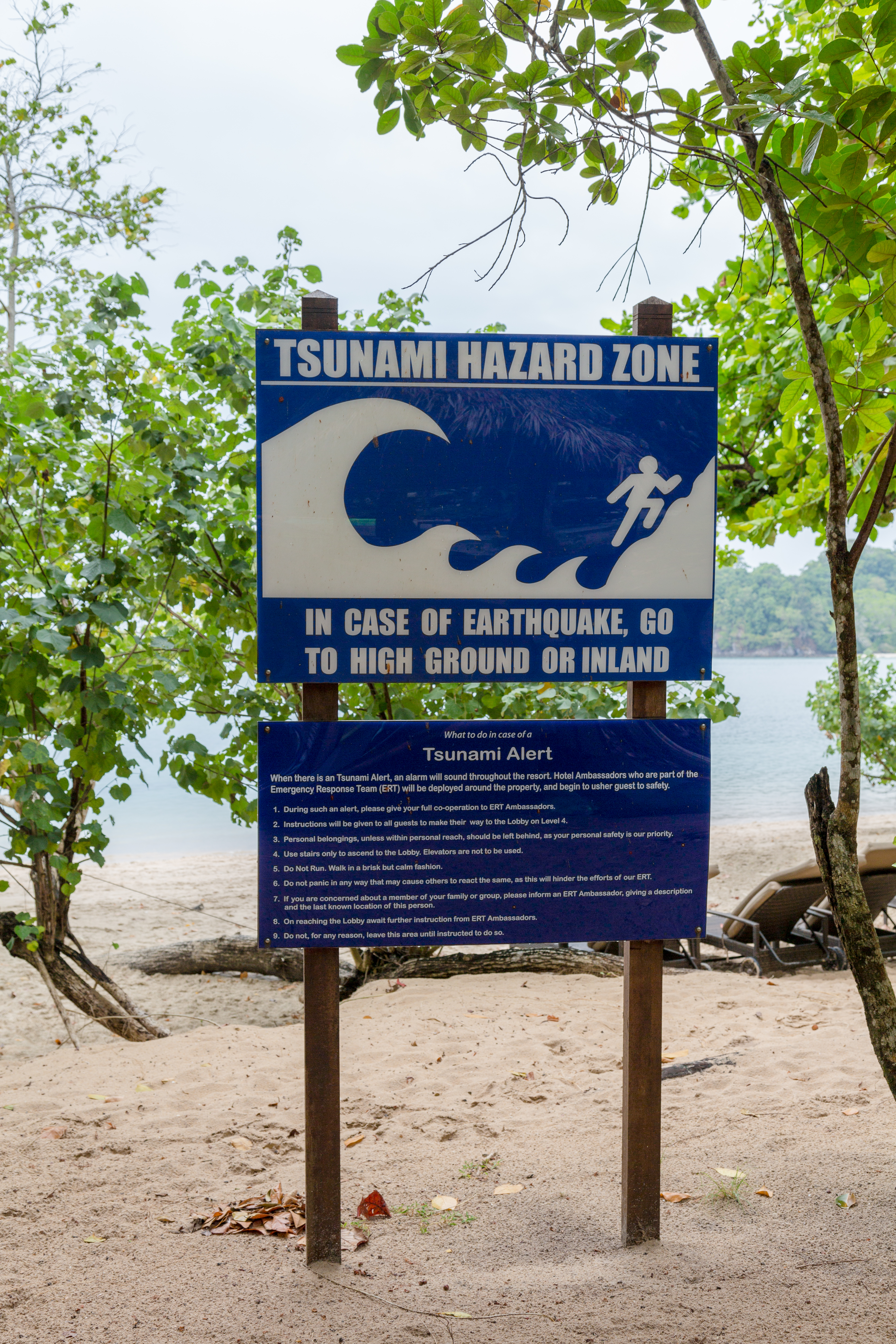
Tsunami Warnhinweise an gefährdeten Stränden (hier: Datai Beach Langkawi)

Das MMD nutzt verschiedene Kommunikationsmittel wie SMS, Hotline, Internet, Telefon und Telefax um die Weitergabe von Erdbeben und Tsunamiwarnungen innerhalb von 15 Minuten nach dem Auftreten eines Erdbebens an die Medien und Katastrophenschutzzentren weiterzugeben.
Radio Televisyen Malaysia (RTM) und andere Fernsehsender sind in der Lage, auf Tsunami-Ereignisse mit Liveübertragungen der Erdbebeninformationen zum Beispiel via Nachrichtenticker zu reagieren.
An verschiedenen strategischen Positionen in engbesiedelten Küstenbereichen und Stränden entlang der Küstenlinie von Malaysia wurden Sirenen installiert. Sie sollen die Bevölkerung vor einem bevorstehenden Tsunami warnen und die Flucht in höhergelegene Gebiete ermöglichen. Die erste Sirene wurde im November 2005 in Daerah Kerian installiert. Mittlerweile sind 13 Sirenen landesweit installiert.
Mehrfach wurde Kritik an der geringen Zahl der installierten Sirenen in den Medien laut. Das MMD erwidert derartige Kritik in der Regel mit dem Hinweis, dass die Sirenen nur einen Teil des gesamten Warnprogramms repräsentieren und dass die Regierung bemüht ist, in den besonders gefährdeten Regionen zusätzliche Alarmübungen für die gesamte Bevölkerung abzuhalten.

#### Fixed Lines Alert System (FLAS)
Das Fixed Line Alert System wurde in Zusammenarbeit mit Telekom Malaysia entwickelt und ermöglicht eine automatische Sprachansage über das Telekommunikationsfestnetz.

#### Mini Studio
Das 6. Stockwerk des Malaysian Meteorological Department in Petaling Jaya beherbergt ein kleines Fernsehstudio. Das Malaysische Tsunami Frühwarnzentrum (Malaysian National Tsunami Early Warning Centre) kann sich von hier aus direkt in das gesamte nationale Fernsehnetzwerk einklinken und Warnmeldungen in allen laufenden Programmen ausstrahlen.

#### Internationale Zusammenarbeit mit PTWC, JMA
Das Frühwarnsystem ist direkt mit dem Pacific Tsunami Warning Centre (PTWC) in Hawaii und der Japan Meteorological Agency (JMA) in Tokyo verbunden. Die direkte Kommunikation wird immer dann benutzt, wenn Erdbebendaten aus der Pazifikregion, dem Südchinesischen Meer und dem Indischen Ozean empfangen werden. Dies dient der Überprüfung und Bestätigung der empfangenen Daten.

## Tsunami-Übungen
Um die Bevölkerung für die Wahrnehmung und Beachtung der eingesetzten Warnmittel (SMS, FLAS, Sirenen, Newsticker) zu sensibilisieren und um das richtige Verhalten im Katastrophenfall zu trainieren, führt das MMD in Zusammenarbeit mit dem Nationalen Sicherheitsrat (National Security Council) regelmäßig Übungen in hochgefährdeten Regionen durch.
Derartige Übungen fanden zum Beispiel am 28. Januar 2011 in Pantai Cenang, Langkawi und am 21. Dezember 2013 in Sabak Bernam, Selangor statt.
Die Wirksamkeit dieses (Tsunami Drills and Awareness Programmes) wurde durch eine Studie bestätigt.